# Fédération catalane de football
La Fédération catalane de football (FCF)  ( catalan : Federació Catalana de Futbol ) est l' association de football responsable de l'administration du football en Catalogne. La fédération est fondée le 11 novembre 1900.

## Présidents
Voici la liste des présidents de la FCF depuis 1900:
- 1900–1904 : Eduard Alesson
- 1904–1905 : Josep de Togores
- 1905–1906 : Josep Soler
- 1906 : Udo Steinberg
- 1906–1908 : Isidre Lloret
- 1908–1909 : Julio Marial Mundet
- 1909 : Rafael Degollada
- 1909–1910 : Albert Serra
- 1910–1911 : Eugeni Beltri
- 1911–1912 : Normand J. Cinnamond
- 1912–1913 : Josep Maria Tarruella
- 1913 : Josep Preckler
- 1913 : Francesc de Moxó
- 1913 : Narcís Masferrer
- 1913–1914 : Narcís Deop
- 1914–1915 : Josep Maria Tallada
- 1915 : Ricard Cabot
- 1915–1916 : Joaquim Peris de Vargas
- 1916–1918 : Gaspar Rosés
- 1918–1919 : Josep Germà
- 1919–1920 : Josep Rosich
- 1920–1921 : Josep Julinès
- 1921–1922 : Josep Soto
- 1922–1923 : Josep Buchs
- 1923–1926 : Ricard Cabot
- 1926–1929 : Josep Rosich
- 1929–1930 : Josep Sunyol
- 1930–1931 : Josep Plantada
- 1931–1934 : Francesc Costa
- 1934–1936 : Joan Baptista Roca
- 1936–1937 : Ramon Eroes
- 1937–1939 : Josep Guàrdia
- 1939–1940 : Francesc Jover
- 1940–1945 : Javier de Mendoza
- 1945–1946 : Agustí Pujol
- 1946–1947 : Francisco Sáinz
- 1947 : Ramon Capdevila
- 1947–1950 : Agustí Pujol
- 1950–1953 : Agustí Arañó
- 1953–1954 : Francisco Giménez Salinas
- 1954 : Agustí Pujol
- 1954–1956 : Agustí Pujol
- 1956–1957 : Narcís de Carreras
- 1957 : Ramon Capdevila
- 1957–1961 : Francisco Roman
- 1961–1964 : Antoni J. de Capmany
- 1964–1975 : Pablo Porta
- 1975–1989 : Antoni Guasch
- 1989–2001 : Antoni Puyol
- 2001–2005 : Jaume Roura
- 2005 : Josep Maria Vallbona
- 2005–2009 : Jordi Roche
- 2009–2011 : Jordi Casals
- 2011–2018 : Andreu Subíes
- 2018– : Joan Soteras